# Louis-Charles Sirjacq
 (décembre 2023).
Si vous disposez d'ouvrages ou d'articles de référence ou si vous connaissez des sites web de qualité traitant du thème abordé ici, merci de compléter l'article en donnant les références utiles à sa vérifiabilité et en les liant à la section « Notes et références ».
Louis-Charles Sirjacq est auteur, traducteur, metteur en scène et scénariste, né en 1949 à Rennes, Ille-et-Vilaine.

## Biographie
Après des études d'histoire, il travaille comme producteur à France-Culture, puis collabore avec Bruno Bayen et La fabrique de théâtre au Centre dramatique de Toulouse.
Sa première pièce Il salto mortale est montée par Jean-Marie Patte au Festival d'automne.
Il est l'auteur de Le Voyageur, L'Argent du beurre, Les Désossés, Le Chant du crapaud, Ted et Francis, O pais dos Elefantes (créé au Brésil en portugais), On n'échappe pas à son destin, Les Riches reprennent confiance et a mis en scène certaines de ses pièces : Léo Katz et ses œuvres (Festival d'Avignon), Exquise Banquise, Œil pour œil et Conférence sur Kafka (Festival d'automne).
Il a participé également à l'écriture de scénarios pour le cinéma et la télévision : Vive la sociale de Gérard Mordillat, Premier de cordée d'Édouard Niermans, La Grande Crevasse d'Édouard Niermans, Caution personnelle de Serge Meynard, Il faut sauver Saïd de Didier Grousset
Il a traduit Frank Wedekind : Franziska, Le Chanteur d'opéra, Bertolt Brecht : De la séduction des anges, Elfride Jelinek : Nora, Eugène O'Neill : Le deuil sied à Électre, Désir sous les ormes, David Hare : Skylight, Lee Hall : La Cuisine d'Elvis...

Son roman Comment j'ai tué mon chat a été édité à l'Olivier.

Il a codirigé avec Bruno Bayen, Florence Delay et Evelyne Pieiller la collection de théâtre : "Répertoire de Saint Jérome" aux Éditions Christian Bourgois qui a fait découvrir en France des auteurs tels que Nelson Rodriguès, Wyspianski, Gregory Motton, Alan Bennett.
Il a reçu le Prix SACD nouveaux talents (1991), le Prix Ibsen (1993) et a été nommé aux Molières comme meilleur auteur pour L'Argent du beurre (1996), meilleur adaptateur pour Skylight (1998), meilleure pièce pour Les riches reprennent confiance (2008).
Ses pièces sont publiées principalement à L'Avant-Scène et aux Éditions de L'Arche.

## Théâtre

### Auteur
- Il Salto Mortale
- Œil pour œil de Jacques Audiard et Louis-Charles Sirjacq
- Joe Orton, romance
- Exquise Banquise
- Les Désossés
- Le Pays des éléphants
- Léo Katz et ses œuvres
- Le Chant du crapaud
- L'Argent du beurre
- Les riches reprennent confiance
- Madame on meurt ici !

### Adaptateur
- 1978 : La Mouette d'Anton Tchekhov, mise en scène Bruno Bayen et Louis-Charles Sirjacq, Théâtre Daniel Sorano Toulouse
- 1980 : Expédition Pôle-Est d'après Arnolt Bronnen, Théâtre Gérard Philipe
- 1989 : Parlez-moi de vous d'après Un corps de trop de Marie-Victoire Rouillier, mise en scène Philippe Berling, Festival d'Avignon
- 1991 : Fin de Siècle, d'après L'éventail de Lady Windermeare d'Oscar Wilde, mise en scène Richard Bean, Théâtre National de Strasbourg.
- 1995 : Conférence sur Kafka d'Alan Bennett, Théâtre de Nice, Théâtre de l'Athénée-Louis-Jouvet
- 2007 : Les Provinciales - Une querelle d'après Blaise Pascal, adaptation avec Bruno Bayen, mise en scène Bruno Bayen, Théâtre Vidy-Lausanne, Théâtre national de Chaillot
- 2008 : Serial plaideur de Jacques Vergès, Théâtre de la Madeleine

### Comédien
- 1984 : Exquise Banquise de Louis-Charles Sirjacq, mise en scène avec Jean-Luc Porraz, Théâtre Gérard Philipe

### Metteur en scène
- 1978 : La Mouette d'Anton Tchekhov, mise en scène avec Bruno Bayen, Théâtre Daniel Sorano Toulouse
- 1980 : Expédition Pôle-Est d'après Arnolt Bronnen, Théâtre Gérard Philipe
- 1983 : Œil pour œil de Jacques Audiard et Louis-Charles Sirjacq, Théâtre Gérard Philipe
- 1984 : Exquise Banquise de Louis-Charles Sirjacq, mise en scène avec Jean-Luc Porraz, Théâtre Gérard Philipe
- 1991 : Léo Katz et ses œuvres : La Nuit/L'Hiver, chapitre 1/Les Fresques de Léonard de Louis-Charles Sirjacq, Festival d'Avignon
- 1995 : Conférence sur Kafka d'Alan Bennett, Théâtre de Nice, Théâtre de l'Athénée-Louis-Jouvet
- 2008 : Serial plaideur de Jacques Vergès, Théâtre de la Madeleine

### Traducteur
- 1977 : Franziska de Frank Wedekind, mise en scène Hélène Vincent et Agnès Laurent, Théâtre national de Strasbourg
- 1994 : Nora d'Elfriede Jelinek, mise en scène Claudia Stavisky, Théâtre national de la Colline
- 1996 : Le Chanteur d’opéra de Frank Wedekind, mise en scène Louis-Do de Lencquesaing, Théâtre de la Bastille
- 1996 : Démons de Lars Norén, mise en scène Gérard Desarthe, Théâtre de Nice
- 1998 :  Skylight de David Hare, mise en scène Bernard Murat, Théâtre de la Gaîté-Montparnasse
- 1999 : Moi...pas moi d'après Je veux rester à la surface et Désir et permis de conduire d'Elfriede Jelinek et La Sainte Femme de Jean-Claude Carrière, mise en scène Matthias Fontheim, Margarethe von Trotta, Théâtre Nanterre-Amandiers
- 1999 : Le deuil sied à Électre d'Eugene O'Neill, mise en scène Jean-Louis Martinelli, Théâtre national de Strasbourg
- 2000 : L'Arriviste de Stig Dagerman, mise en scène Martine Charlet, Théâtre de l'Etram
- 2003 : La Cuisine d'Elvis de Lee Hall, mise en scène Marion Bierry, Théâtre de Poche Montparnasse
- 2004 : La Mère de Stanislaw Witkiewicz, mise en scène Marc Paquien, Théâtre Gérard Philipe
- 2005 : Schweyk dans la Deuxième Guerre mondiale de Bertolt Brecht, mise en scène Jean-Louis Martinelli, Théâtre Nanterre-Amandiers
- 2005 : Les Sept Péchés capitaux - De la séduction des anges de Bertolt Brecht, mise en scène Hans Peter Cloos, MC93 Bobigny

## Télévision
- 1999 : Premier de cordée téléfilm de Pierre-Antoine Hiroz et Edouard Niermans